# San Antonio (vulkaan)
De San Antonio is een vulkaan in de gemeente Fuencaliente de la Palma aan de zuidpunt van het Canarische eiland La Palma.
De sintelkegel is 657 m hoog en 1200 m breed. De top wordt gevormd door een krater van 400 m breed en 105 m diep, die zijn huidige vorm dankt aan een uitbarsting in 1677, die 65 dagen aanhield, van 17 november 1677 tot 21 januari 1678.
De vulkaan ligt op de zuidelijke punt van de keten Cumbre Vieja, net ten noorden van de kleinere en jongere Volcán Teneguía, die in 1971 nog een uitbarsting kende.

## Flora
In de vulkanische as en sintels van de vulkaan heeft zich een schaarse maar zeer gespecialiseerde flora ontwikkeld van xerofyte (warmte- en droogtebestendige) en meestal endemische planten, zoals Sonchus bornmuelleri, Rumex lunaria, Aeonium canariense en Echium brevirame en de varens Notholaena marantae en Cosentinia vellea.
In de krater bevindt zich een ijl bos van de Canarische den (Pinus canariensis).

## Beklimming
De vulkaan is zeer gemakkelijk bereikbaar vanuit het gemeentelijke centrum Los Canarios. Aan de voet van de kegel is een bezoekerscentrum dat de geschiedenis van het vulkanisme op La Palma behandelt. Van daar start een gemakkelijke wandeling van een half uur naar het hoogste punt van de kraterwand.

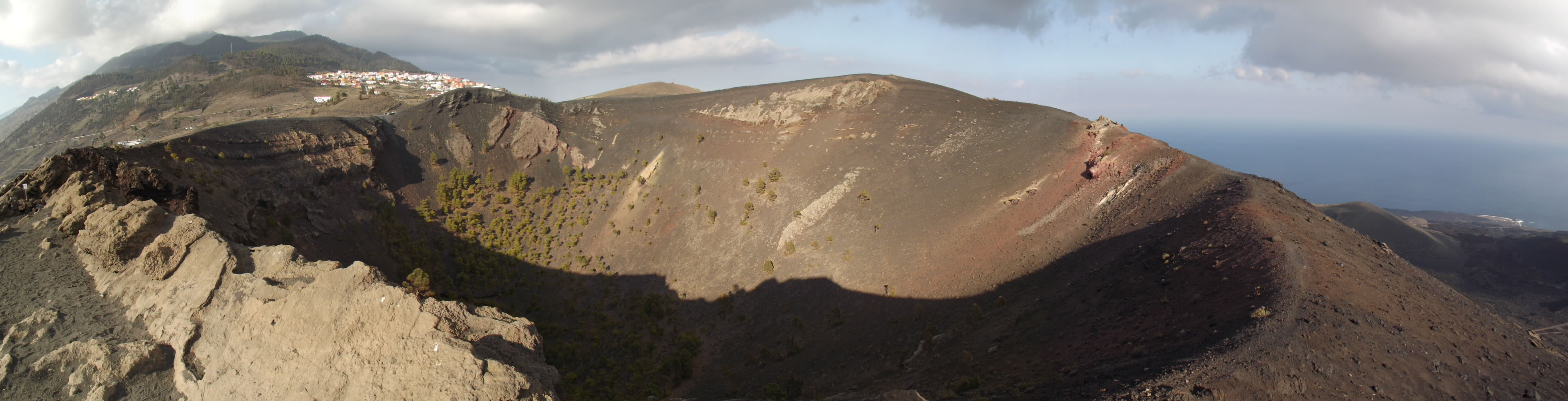
De krater van San Antonio, op de achtergrond links Cumbre Vieja